# Sattar Imaszew
Sattar Nurmaszewicz Imaszew (ros. Саттар Нурмашевич Имашев, ur. 20 marca 1925 w Byrlyk, zm. 22 lutego 1984 w Ałma-Acie) – radziecki i kazachski polityk, przewodniczący Prezydium Rady Najwyższej Kazachskiej SRR w latach 1979-1984, historyk.
Ukończył wojskową szkołę piechoty w Rydze, Kazachski Uniwersytet Państwowy (1949) i Republikańską Szkołę Partyjną przy KC Komunistycznej Partii Kazachstanu (KPK). Brał udział w wielkiej wojnie ojczyźnianej, 1946-1950 był instruktorem i szefem sektora obwodowego komitetu partyjnego w Aktobe, 1950-1958 asystent i młodszy badacz naukowy w Instytucie Historii Partii przy KC KPK. 1958-1960 zastępca kierownika Wydziału Propagandy i Agitacji KC KPK, 1960-1961 dyrektor Instytutu Historii Partii, 1961-1965 sekretarz Komitetu Krajowego KPK, 1965-1979 sekretarz KC KPK, od 16 lipca 1975 do 13 grudnia 1979 przewodniczący Rady Najwyższej Kazachskiej SRR, następnie do śmierci przewodniczący Prezydium Rady Najwyższej Kazachskiej SRR. 1981-1984 członek KC KPZR, 1976-1981 członek Centralnej Komisji Rewizyjnej KPZR, 1961-1965 kandydat na członka, a 1965-1984 członek KC KPK, 1970-1974 i 1979-1984 deputowany do Rady Najwyższej ZSRR.

## Odznaczenia
- Order Lenina
- Order Rewolucji Październikowej
- Order Czerwonego Sztandaru Pracy (dwukrotnie)
- Order Czerwonego Sztandaru